# René van de Kerkhof
René van de Kerkhof était un footballeur international néerlandais né le 16 septembre 1951 à Helmond (Pays-Bas). Il jouait au poste d'ailier droit.

## Biographie
René van de Kerkhof a principalement joué avec le PSV Eindhoven. 
Il a fait l'essentiel de sa carrière avec son frère jumeau Willy van de Kerkhof.
René van de Kerkhof compte 47 sélections et 5 buts avec l'équipe des Pays-Bas. Il a été finaliste de la Coupe du monde de 1974 (défaite contre l'équipe d'Allemagne) puis finaliste de la Coupe du monde de 1978 (défaite contre l'équipe d'Argentine).
En 2004, il a été désigné par Pelé comme étant l'un des 125 meilleurs joueurs de football de tous les temps.

## Palmarès

### En club
| - PSV Eindhoven - Coupe des Pays-Bas - Vainqueur (2) : 1974 et 1976. - Championnat des Pays-Bas - Vainqueur (3) : 1975, 1976 et 1978. - Finaliste (2) : 1977 et 1982. - Coupe UEFA - Vainqueur (1) : 1978. |

### En sélection nationale
- Pays-Bas
  - Coupe du monde
    - Finaliste (2) : 1974 et 1978.

### Distinctions personnelles
- Nommé pour le Ballon d'or : 1978 (12e) et 1979 (21e).
- Dans le top 125 des 100 ans de la FIFA.

## Buts internationaux
|   | Date              | Lieu                                             | Adversaire           | Évolution du score | Résultat | Compétition                                  |
| - | ----------------- | ------------------------------------------------ | -------------------- | ------------------ | -------- | -------------------------------------------- |
| 1 | 29 août 1973      | De Adelaarshorst, Deventer, Pays-Bas             | Islande              | 5 - 0              | 8 - 1    | Tours préliminaires à la Coupe du monde 1974 |
| 2 | 10 septembre 1975 | Stade de Silésie, Chorzów, Pologne               | Pologne              | 4 - 1              | 4 - 1    | Éliminatoires du Championnat d'Europe 1976   |
| 3 | 26 octobre 1977   | Stade olympique d'Amsterdam, Amsterdam, Pays-Bas | Belgique             | 1 - 0              | 1 - 0    | Tours préliminaires à la Coupe du monde 1978 |
| 4 | 18 juin 1978      | Estadio Mario Alberto Kempes, Córdoba, Argentine | Allemagne de l'Ouest | 2 - 2              | 2 - 2    | Coupe du monde 1978                          |
| 5 | 21 novembre 1979  | Zentralstadion, Leipzig, Allemagne de l'Est      | Allemagne de l'Est   | 3 - 2              | 3 - 2    | Éliminatoires du Championnat d'Europe 1980   |

## Carrière
| Saison      | Club            | Pays           | Championnat           | Coupes nationales | Coupes Continentales   | Sélection Pays-Bas |
| ----------- | --------------- | -------------- | --------------------- | ----------------- | ---------------------- | ------------------ |
| 1970 - 1971 | FC Twente       | Eredivisie     | 33 matchs / 12 buts   | 2 matchs / 1 but  | 8 matchs / 5 buts (C3) | -                  |
| 1971 - 1972 | FC Twente       | Eredivisie     | 32 matchs / 10 buts   | 1 match           | -                      | -                  |
| 1972 - 1973 | FC Twente       | Eredivisie     | 34 matchs / 12 buts   | 3 matchs / 1 but  | 9 matchs / 1 but (C3)  | 1 match            |
| 1973 - 1974 | PSV Eindhoven   | Eredivisie     | 31 matchs / 20 buts   | 1 match / 1 but   | -                      | 5 matchs / 1 but   |
| 1974 - 1975 | PSV Eindhoven   | Eredivisie     | 30 matchs / 9 buts    | ?                 | 4 matchs (C2)          | 1 match            |
| 1975 - 1976 | PSV Eindhoven   | Eredivisie     | 34 matchs / 8 buts    | 1 match           | 7 matchs / 2 buts (C1) | 5 matchs / 1 but   |
| 1976 - 1977 | PSV Eindhoven   | Eredivisie     | 28 matchs / 9 buts    | ?                 | 4 matchs / 4 buts (C1) | 2 matchs           |
| 1977 - 1978 | PSV Eindhoven   | Eredivisie     | 29 matchs / 10 buts   | ?                 | 10 matchs (C3)         | 13 matchs / 2 buts |
| 1978 - 1979 | PSV Eindhoven   | Eredivisie     | 27 matchs / 8 buts    | ?                 | 2 matchs (C1)          | 5 matchs           |
| 1979 - 1980 | PSV Eindhoven   | Eredivisie     | 29 matchs / 3 buts    | ?                 | 4 matchs / 1 but (C3)  | 8 matchs / 1 but   |
| 1980 - 1981 | PSV Eindhoven   | Eredivisie     | 18 matchs / 1 but     | ?                 | 2 matchs (C3)          | 4 matchs           |
| 1981 - 1982 | PSV Eindhoven   | Eredivisie     | 29 matchs / 9 buts    | ?                 | 4 matchs / 1 but (C3)  | 2 matchs           |
| 1982 - 1983 | PSV Eindhoven   | Eredivisie     | 23 matchs / 8 buts    | ?                 | 2 matchs (C3)          | 1 match            |
| 1983 - 1984 | Apollon Smyrnis | Gámma Ethnikí  | 23 matchs / 3 buts    | ?                 | -                      | -                  |
| 1984 - 1985 | Seiko SA        | Division 1     | ?                     | ?                 | ?                      | -                  |
| 1985 - 1986 | Helmond Sport   | Eerste Divisie | 14 matchs / 4 buts    | ?                 | -                      | -                  |
| 1986 - 1987 | Helmond Sport   | Eerste Divisie | 23 matchs / 3 buts    | ?                 | -                      | -                  |
| 1987 - 1988 | Helmond Sport   | Eerste Divisie | 24 matchs / 1 but     | ?                 | -                      | -                  |
| 1987 - 1988 | Eindhoven VV    | Eerste Divisie | 11 matchs / 1 but     | ?                 | -                      | -                  |
| 1988 - 1989 | Eindhoven VV    | Eerste Divisie | 19 matchs / 2 buts    | ?                 | -                      | -                  |
| Total       | Total           | Total          | 491 matchs / 133 buts | 8 matchs / 3 buts | 56 matchs / 14 buts    | 47 matchs / 5 buts |